# Gertrude Hoffmann (actrice)
Pour les articles homonymes, voir Hoffmann et Gertrude Hoffmann.
Ne pas confondre avec la danseuse américaine Gertrude Hoffmann (en) (1883-1966).
Gertrude Hoffmann (du nom de son mari), née Eliza Gertrude Wesselhoeft le 17 mai 1871 à Heidelberg (Grand-duché de Bade, alors Empire allemand) et morte le 13 février 1968 à Santa Barbara (Californie), est une actrice américaine d'origine allemande, parfois créditée Gertrude Hoffman ou Gertrude W. Hoffman ou Trude Hoffman(n).

## Biographie
Son père médecin d'origine allemande Walter Wesselhoeft ayant ouvert en 1873 un cabinet à Cambridge (Massachusetts), la future actrice y passe sa jeunesse et y épouse en 1894 l'ornithologue américain d'ascendance allemande Ralph Hoffmann (en) (1870-1932), dont elle reste veuve à son décès.
Sous le nom de Gertrude Hoffmann (ou autres : voir ci-dessus), elle entame une carrière d'actrice au cinéma en Allemagne durant la période du muet, contribuant ainsi à une vingtaine de films allemands sortis entre 1917 et 1923, dont Prostitution de Richard Oswald (1919, avec Conrad Veidt et Reinhold Schünzel).
À la mort de son époux en 1932, elle apparaît comme second rôle (parfois non créditée) dans une quarantaine de films américains, depuis Le Docteur Cornélius d'Irving Pichel (1933, avec Stuart Erwin et Dorothy Wilson) jusqu'à Pour que vivent les hommes de Stanley Kramer (1955, avec Olivia de Havilland et Robert Mitchum).
Parmi ses autres films américains notables, mentionnons Patte de chat de Sam Taylor (1934, avec Harold Lloyd et Una Merkel), Correspondant 17 d'Alfred Hitchcock (1940, avec Joel McCrea et Laraine Day) et La Femme à l'écharpe pailletée de Robert Siodmak (1950, avec Barbara Stanwyck et Wendell Corey).
Pour la télévision américaine, elle collabore à trois séries, la première étant My Little Margie (en) (quarante épisodes, 1952-1955). Suivent Alfred Hitchcock présente (un épisode, 1955) et Schlitz Playhouse of Stars (un épisode, 1958).
Gertrude Hoffmann meurt à 96 ans, en 1968.

## Filmographie partielle

### Cinéma

#### Films allemands
- 1918 : Die blaue Laterne de Rudolf Biebrach : Hilde
- 1919 : Prostitution (Die Prostitution) de Richard Oswald (2e partie : Die sich verkaufen) : rôle non spécifié
- 1920 : Die entfesselte Menschheit (en) de Joseph Delmont : Rita
- 1921 : Die Ratten de Hanns Kobe : Alice Rütterbusch
- 1922 : Louise de Lavallière (en) de Georg Burghardt (de) : Madame de Montespan

#### Films américains
- 1933 : Le Docteur Cornélius (Before Dawn) de Irving Pichel : Mattie
- 1934 : Patte de chat (The Cat's-Paw) de Sam Taylor : Mme Noon
- 1934 : La Fine Équipe (6 Day Bike Rider) de Lloyd Bacon : la vieille dame
- 1935 : Les Misérables (titre original) de Richard Boleslawski : une infirmière
- 1937 : Justice des montagnes (Mountain Justice) de Michael Curtiz : la grand-mère Burnside
- 1940 : Correspondant 17 (Foreign Correspondent) d'Alfred Hitchcock : Mme Benson
- 1940 : Le Singe tueur (The Ape) de William Nigh : Jane
- 1941 : Lydia de Julien Duvivier : Mme Fairfield
- 1941 : One Foot in Heaven d'Irving Rapper : la vieille dame
- 1941 : Soupçons (Suspicion) d'Alfred Hitchcock : Mme Wetherby
- 1942 : Ma femme est un ange (I Married an Angel) de W. S. Van Dyke : Lady Gimcrack
- 1942 : Le commando frappe à l'aube (Commandos Strike at Dawn) de John Farrow : la doyenne du village
- 1943 : La Nuit sans lune (The Moon Is Down) d'Irving Pichel : une villageoise
- 1943 : Un nommé Joe (A Guy Named Joe) de Victor Fleming : la vieille dame
- 1944 : Le Corps céleste (The Heavenly Body) d'Alexander Hall et Vincente Minnelli : Mme Potter mère
- 1945 : L'Horloge (The Clock) de Vincente Minnelli : la vieille peintre
- 1946 : Amazone moderne (The Bride Wore Boots) d'Irving Pichel : Mme Harvey
- 1947 : Californie terre promise (California) de John Farrow : la vieille dame
- 1947 : Le Docteur et son toubib (Welcome Stranger) de Elliott Nugent : Mlle Wendy
- 1949 : Roseanna McCoy d'Irving Reis et Nicholas Ray : la vieille dame
- 1950 : La Femme à l'écharpe pailletée (The File of Thelma Johnson) de Robert Siodmak : la tante Vera Edwards
- 1950 : Femmes en cage (Caged) de John Cromwell : Millie Lewis
- 1951 : La Voleuse d'amour (The Company She Keeps) de John Cromwell : Mme Kaufman
- 1951 : Close to My Heart de William Keighley : Mme Madison
- 1953 : La Guerre des mondes (The War of the Worlds) de Byron Haskin : la vieille vendeuse de journaux
- 1955 : Pour que vivent les hommes (Not as a Stranger) de Stanley Kramer : Mme Payton

### Télévision
(séries)
- 1952-1955 : My Little Margie (en), saisons 1 à 4, 40 épisodes : Mme Odetts
- 1955 : Alfred Hitchcock présente (Alfred Hitchcock Presents), saison 1, épisode 9 The Long Shot de Robert Stevenson : Margaret Stoddard
- 1958 : Schlitz Playhouse of Stars, saison 7, épisode 27 I Shot a Prowler d'Arthur Hiller : rôle non spécifié